# Martin Wuttke

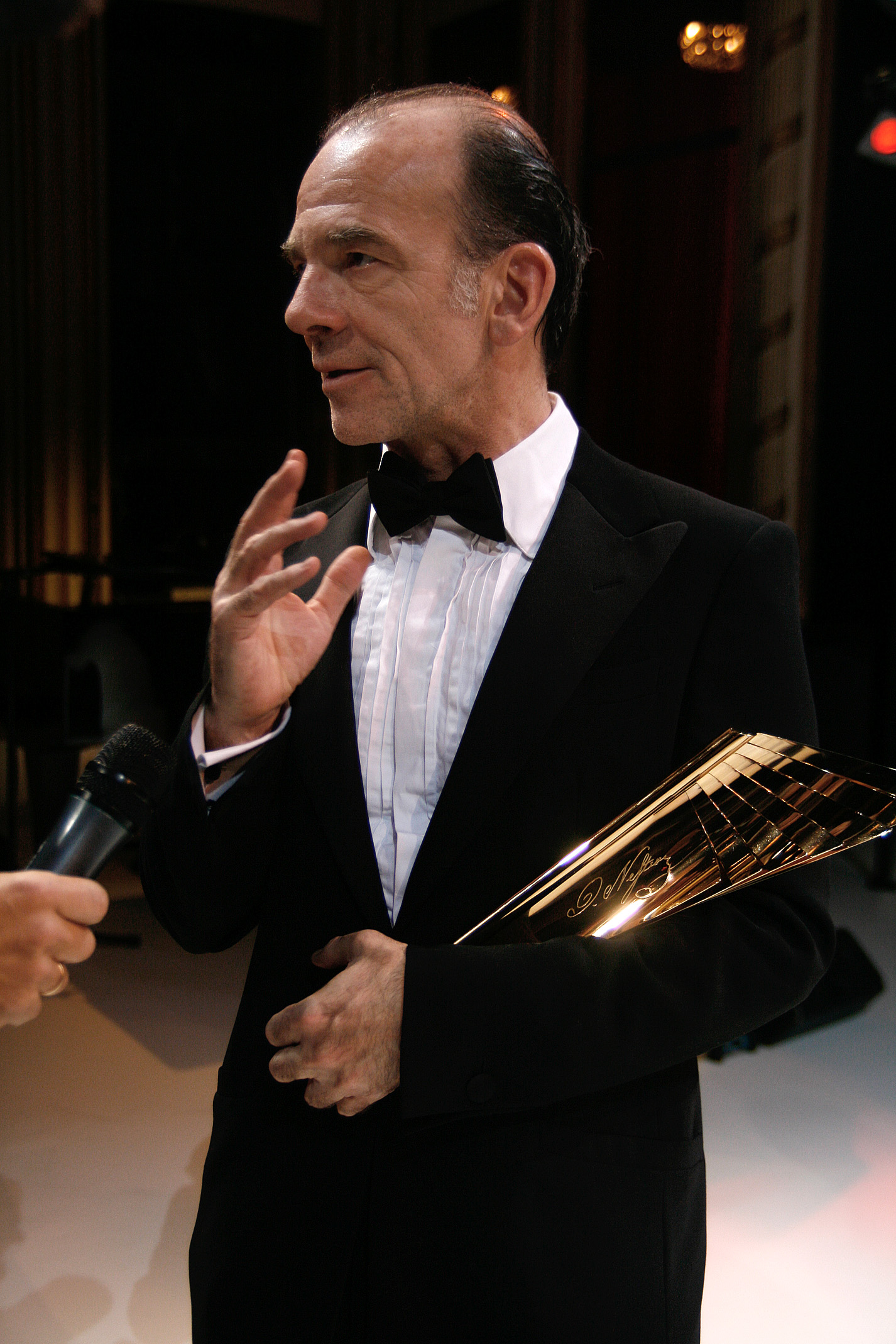
Martin Wuttke bei der Verleihung des Nestroy-Theaterpreises 2010 als bester Schauspieler

Martin Wuttke (* 8. Februar 1962 in Gelsenkirchen) ist ein deutscher Schauspieler, Regisseur und Hörspielsprecher.

## Leben
Wuttke wuchs als Sohn des Schlossers und Vorarbeiters Manfred Wuttke im Gelsenkirchener Stadtteil Erle auf.
Nachdem er aus dem Gymnasium geworfen worden war, besuchte Wuttke von 1978 bis 1980 das Figurentheater-Kolleg in Bochum und wechselte dann für sein Schauspielstudium von 1981 bis 1984 zur Westfälischen Schauspielschule in Bochum. Er spielte an zahlreichen deutschsprachigen Bühnen wie der Volksbühne am Rosa-Luxemburg-Platz Berlin, im Berliner Ensemble, der Schaubühne am Lehniner Platz, dem Schillertheater Berlin, am Deutschen Theater Berlin, dem Deutschen Schauspielhaus in Hamburg, dem Theater des Westens Berlin, am Thalia-Theater Hamburg, am Staatstheater Stuttgart, der Freien Volksbühne Berlin und am Schauspiel Frankfurt.
1995 bis 1996 war er kurzzeitig in der Nachfolge von Heiner Müller, Fritz Marquardt, Matthias Langhoff, Peter Palitzsch und Peter Zadek Intendant des Berliner Ensembles. Dort entstand auch eine seiner erfolgreichsten Arbeiten: In Der aufhaltsame Aufstieg des Arturo Ui von Bertolt Brecht in der Inszenierung von Heiner Müller spielt er seit 1995 die Titelrolle und brachte es bislang auf über vierhundert Vorstellungen, die noch immer weitgehend ausverkauft sind. In Heiner Müllers Stück Quartett stand er gemeinsam mit Marianne Hoppe in einem Zwei-Personen-Stück auf der Bühne. Seit 1999 arbeitet er hauptsächlich an der Volksbühne am Rosa-Luxemburg-Platz in Berlin. Er arbeitete unter der Regie von Frank Castorf, Christoph Schlingensief, Christoph Marthaler und René Pollesch. Seit 2009 ist Martin Wuttke Ensemblemitglied des Wiener Burgtheaters. Im März 2010 spielte er unter der Regie von Thomas Vinterberg in dem mit dessen Co-Autor Mogens Rukov verfassten Stück Das Begräbnis die Rolle des Christian.
2017 war Wuttke bei den Salzburger Festspielen in einer Inszenierung von Athina Rachel Tsangari (Lulu) zu sehen.
Von 2008 bis 2015 bildete Wuttke gemeinsam mit Simone Thomalla das Leipziger Ermittlerduo Saalfeld und Keppler im Tatort des Mitteldeutschen Rundfunks. Mit der 700. offiziellen Tatort-Folge, welche unter dem Namen Todesstrafe ausgestrahlt wurde, feierte er am 25. Mai 2008 sein Debüt als Tatort-Ermittler; nach 21 Folgen verabschiedet er sich mit Niedere Instinkte am 26. April 2015 vom Tatort. 2009 spielte Wuttke Adolf Hitler in Quentin Tarantinos Film Inglourious Basterds.
Neben seiner Theater- und Filmarbeit leiht Wuttke seine Stimme für Hörspiele, so etwa für die Autorenproduktion für den Westdeutschen Rundfunk Gott in der Falle von Jens Rachut unter der Regie des Autors 2011.
Seit 1996 ist er Mitglied der Akademie der Künste Berlin.
Martin Wuttke lebte mit der Schauspielerin Margarita Broich, seinem Sohn aus erster Ehe und den zwei gemeinsamen Söhnen Hans und Franz Broich-Wuttke in Berlin. Im Juli 2018 gab das Paar seine einvernehmliche Trennung bekannt.

## Auszeichnungen
- 1992: Boy-Gobert-Preis der Körber-Stiftung
- 1995: Gertrud-Eysoldt-Ring
- 1995 und 2003: Schauspieler des Jahres des Theatermagazins Theater heute
- 2010: Nestroy-Theaterpreis für seine Darstellungen des Christian in Das Begräbnis am Burgtheater sowie in Peking Opel am Akademietheater
- 2011: Deutscher Theaterpreis Der Faust in der Kategorie „Darstellerin/Darsteller Schauspiel“ für das Theaterstück Schmeiß dein Ego weg! unter der Regie von René Pollesch
- 2013: Stanislawski-Preis[9]
- 2015: Nestroy-Theaterpreis für seine Darstellungen des John Gabriel Borkman in John Gabriel Borkman am Akademietheater in Koproduktion mit den Wiener Festwochen und dem Theater Basel[10]

## Rollen
- 1985: Titelrolle in Hamlet von William Shakespeare, Regie: Holger Berg, Schauspiel Frankfurt
- 1995: Der aufhaltsame Aufstieg des Arturo Ui von Bertolt Brecht, Regie: Heiner Müller, Berliner Ensemble
- 2011: Dorflehrer Michael Vasiljevic Platonov in Platonov von Anton Tschechow, Regie: Alvis Hermanis, Akademietheater Wien
- 2015: Glanz und Elend der Kurtisanen von René Pollesch nach Honoré de Balzac, Text und Regie: René Pollesch, Volksbühne Berlin
- 2015: Von einem der auszog, weil er sich die Miete nicht mehr leisten konnte von René Pollesch und Dirk von Lowtzow, Text und Regie: René Pollesch, Songtexte und Komposition: Dirk von Lowtzow, Volksbühne Berlin

## Inszenierungen
- 1995: Erste Liebe von Samuel Beckett, Berliner Ensemble
- 1996: Germania III / Gespenster am Toten Mann von Heiner Müller, Berliner Ensemble
- 1997: Quartett von Heiner Müller, Scuola d’Arte Drammatica Paolo Grassi, Mailand
- 1999: Artaud erinnert sich an Hitler und das romanische Cafe von Tom Peuckert, Berliner Ensemble
- 2002: Podpolje. Aufzeichnungen aus dem Kellerloch nach Dostojewski, Stiftung Schloss Neuhardenberg/Volksbühne am Rosa-Luxemburg-Platz
- 2003: Perser nach Aischylos/Durs Grünbein, Stiftung Schloss Neuhardenberg/3sat/ARTE
- 2004: Solaris nach Stanislaw Lem, Stiftung Schloss Neuhardenberg/La Ferme de Buisson, Paris
- 2006: Zarathustra. Die Gestalten sind unterwegs. Eine Exkursion nach Friedrich Nietzsche von und mit Jonathan Meese und Martin Wuttke, Stiftung Schloss Neuhardenberg
- 2007: Pffft oder Der letzte Tango am Telefon von George Tabori, Berliner Ensemble
- 2008: Gretchens Faust, Berliner Ensemble
- 2009: Ping Pong d’amour, Münchner Kammerspiele
- 2009: Das Abenteuerliche Herz: Droge und Rausch, Berliner Ensemble
- 2012: Don Juan von René Pollesch, Volksbühne Berlin

## Filmografie
- 1991: Buster’s Bedroom, Regie: Rebecca Horn
- 1997: Die 120 Tage von Bottrop, Regie: Christoph Schlingensief
- 1998: Geiselfahrt ins Paradies
- 1998: Tatort – Ein Hauch von Hollywood (TV), Regie: Urs Odermatt
- 2000: Bella Block: Blinde Liebe (TV), Regie: Sherry Hormann
- 2000: Die Unberührbare, Regie: Oskar Roehler
- 2000: Die Stille nach dem Schuss, Regie: Volker Schlöndorff
- 2003: hamlet X, Regie: Herbert Fritsch
- 2003: Rosenstraße, Regie: Margarethe von Trotta
- 2006: Tatort – Pauline (TV), Regie: Niki Stein
- 2007: Die Tote vom Deich (Fernsehfilm), Regie: Matti Geschonneck
- 2007: Weiße Lilien, Regie: Christian Frosch
- 2008–2015: Tatort (Fernsehreihe)
- 2009: Inglourious Basterds, Regie: Quentin Tarantino
- 2011: Wer ist Hanna? (Hanna), Regie: Joe Wright
- 2012: Cloud Atlas, Regie: Tom Tykwer, Wachowski-Geschwister
- 2013: George, Regie: Joachim A. Lang
- 2014: A Most Wanted Man, Regie: Anton Corbijn
- 2015: Homeland (Fernsehserie, 4 Episoden)
- 2015: Colonia Dignidad – Es gibt kein Zurück (Colonia), Regie: Florian Gallenberger
- 2015: Tatort – Wer bin ich?
- 2016: Sense8 (Fernsehserie, Weihnachtsspecial)
- 2016: Der Duellist
- 2017: Maximilian – Das Spiel von Macht und Liebe (Fernsehdreiteiler)
- 2017: Ich werde nicht schweigen
- 2018: Gladbeck
- 2018: Glück ist was für Weicheier (Fernsehfilm)
- 2019: Ein verborgenes Leben (A Hidden Life)
- 2019: Ottilie von Faber-Castell – Eine mutige Frau
- 2019: Verliebt in Valerie
- 2020: Babylon Berlin, 3. Staffel und 4. Staffel
- 2020: Schatten der Mörder – Shadowplay (Fernsehserie)
- 2020: Die Toten am Meer
- 2021: Heute stirbt hier Kainer (Fernsehfilm)
- 2021: Ich und die Anderen (Fernsehserie)
- 2021: Bekenntnisse des Hochstaplers Felix Krull
- 2022: Tatort: Leben Tod Ekstase (Fernsehreihe)
- 2022: Broll + Baroni – Für immer tot (Fernsehfilm)
- 2023: Bonn – Alte Freunde, neue Feinde (Fernsehserie)
- 2023: Tatort: Murot und das Paradies (Fernsehreihe)
- 2023: Stralsund: Tote Träume (Fernsehreihe)
- 2024: Die Zweiflers (Miniserie)

## Hörspiele
- 1996: Heiner Müller: Ajax zum Beispiel, Regie: Wolfgang Rindfleisch (DLF/MDR)
- 2000: Kerstin Specht: Der Flieger – Regie: FM Einheit/Kerstin Specht (Hörspiel – BR)
- 2002: Christoph Schlingensief: Rosebud, Regie: Christoph Schlingensief (WDR)
- 2006: Paul Plamper, James Graham Ballard: Hochhaus, Teil 1–3, Regie: Paul Plamper (WDR)
- 2008: Paul Plamper: RUHE 1, Regie: Paul Plamper (WDR/Museum Ludwig)
- 2014: Walt Whitman: Kinder Adams. Children of Adam. – Übersetzung und Regie: Kai Grehn (RB/DKultur/SWR) Hörbuch Hamburg, ISBN 978-3-89903-914-6
- 2015: Anna Seghers: Das siebte Kreuz, Berlin : Der Audio Verlag, 11 CDs, 911 min, ISBN 978-3-86231-588-8
- 2016: Antoine de Saint-Exupéry: Der kleine Prinz (als Flieger) – Übersetzung, Bearbeitung und Regie: Kai Grehn (WDR) Hörbuch Hamburg / Silberfisch, ISBN 978-3-86742-309-0